# Бактапур
Бактапур (інш. Бхактапур; неп. भक्तपुर; англ. Bhaktapur; Bhaktapur  IAST), що означає "місце віруючих"  - древнє неварське місто, розташоване в Долині Катманду. Також відоме як Квопа (неп. ख्वप; англ. Khwopa). Знаходиться 20 км на схід від столиці Непалу міста Катманду. Культурна столиця Непалу, де зосереджена велика кількість архітектурних пам'яток.

Бактапур
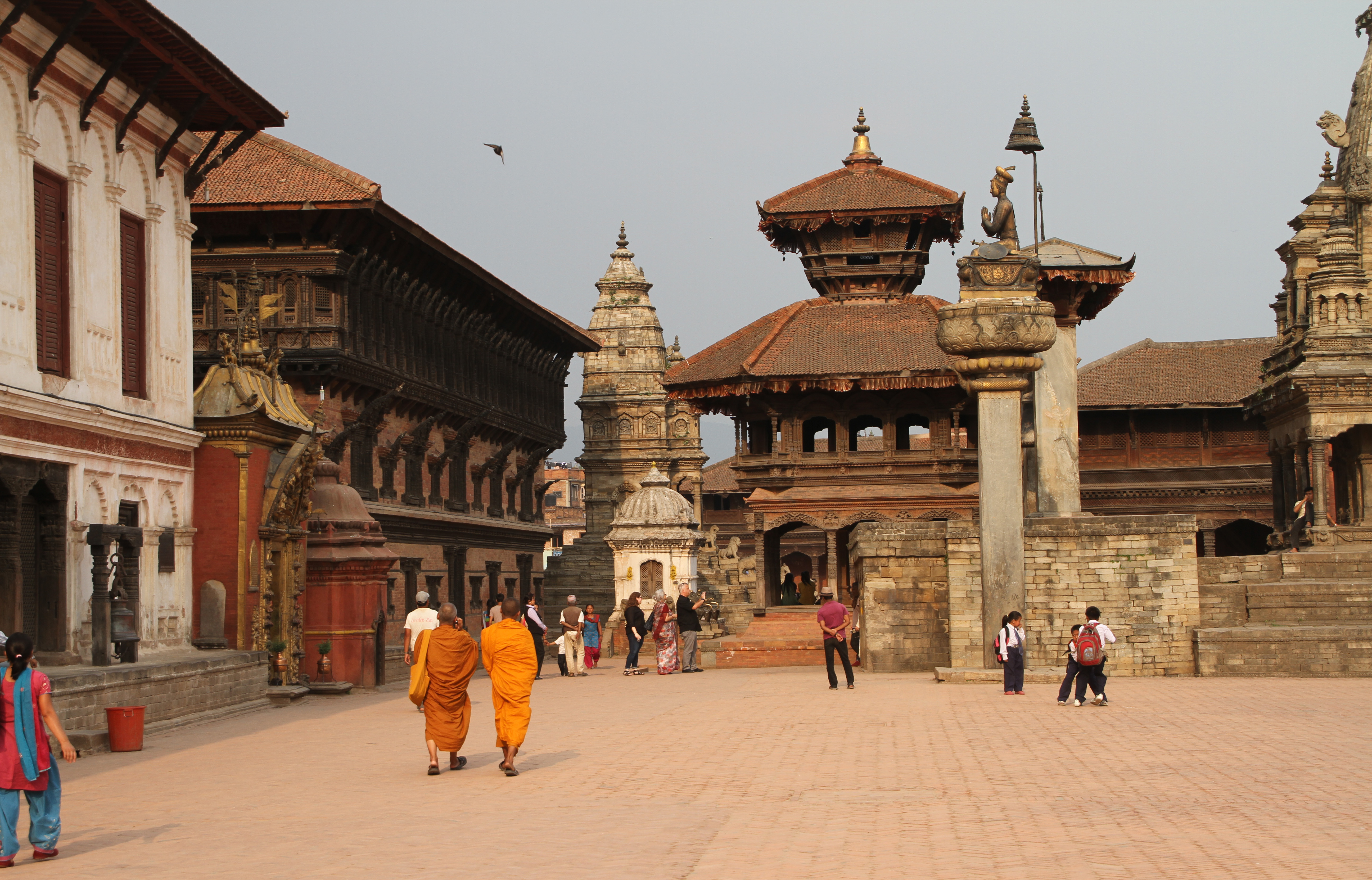
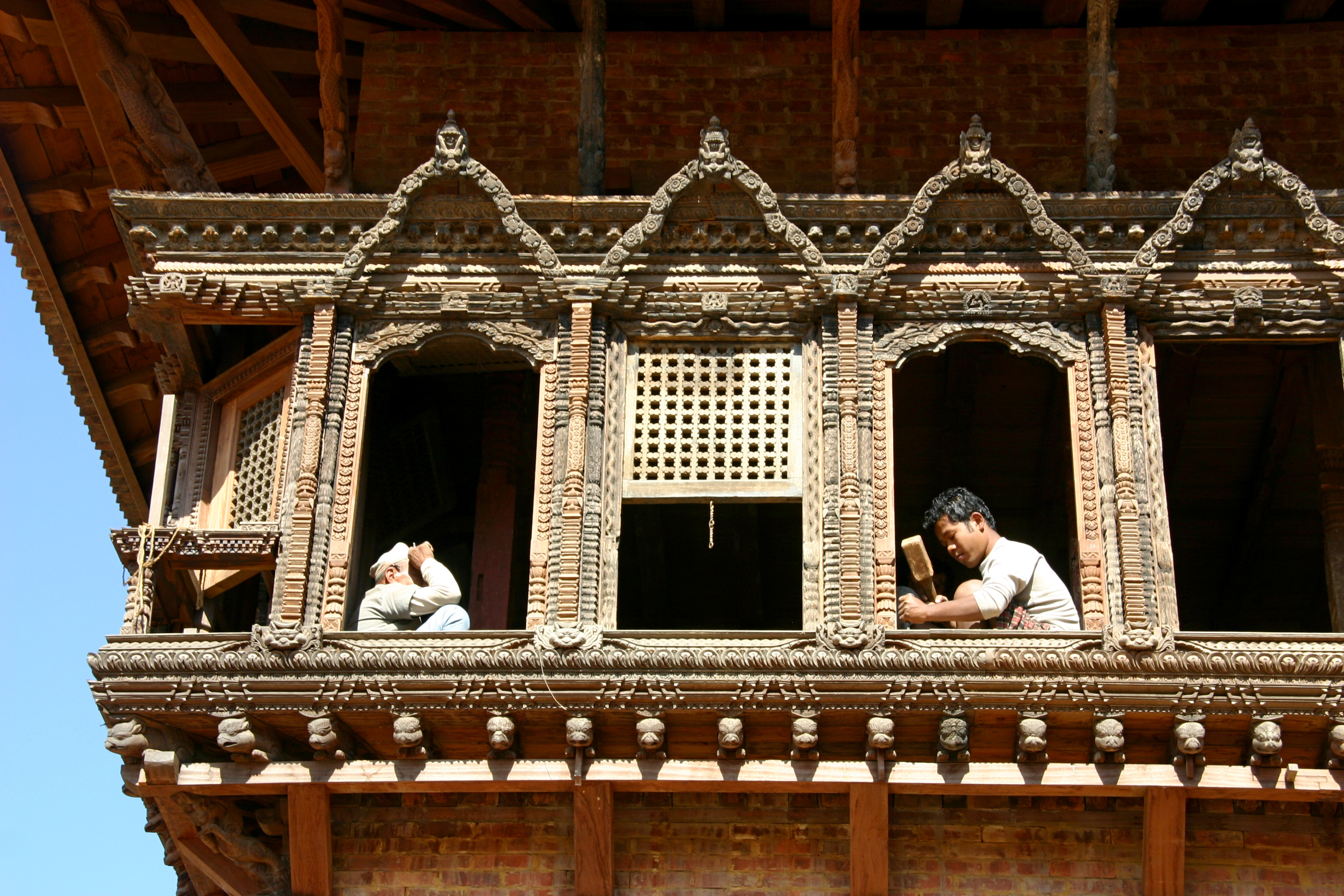
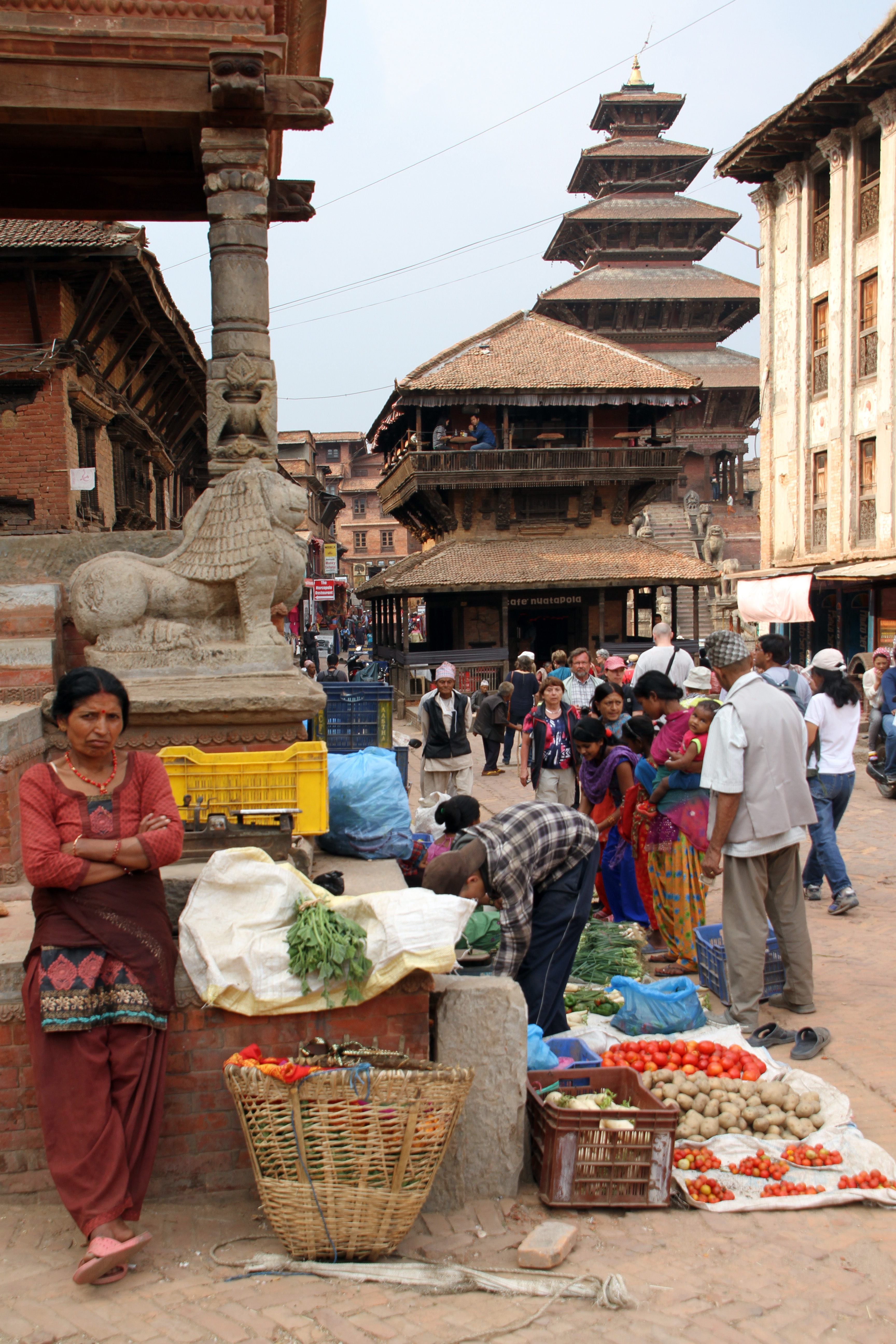
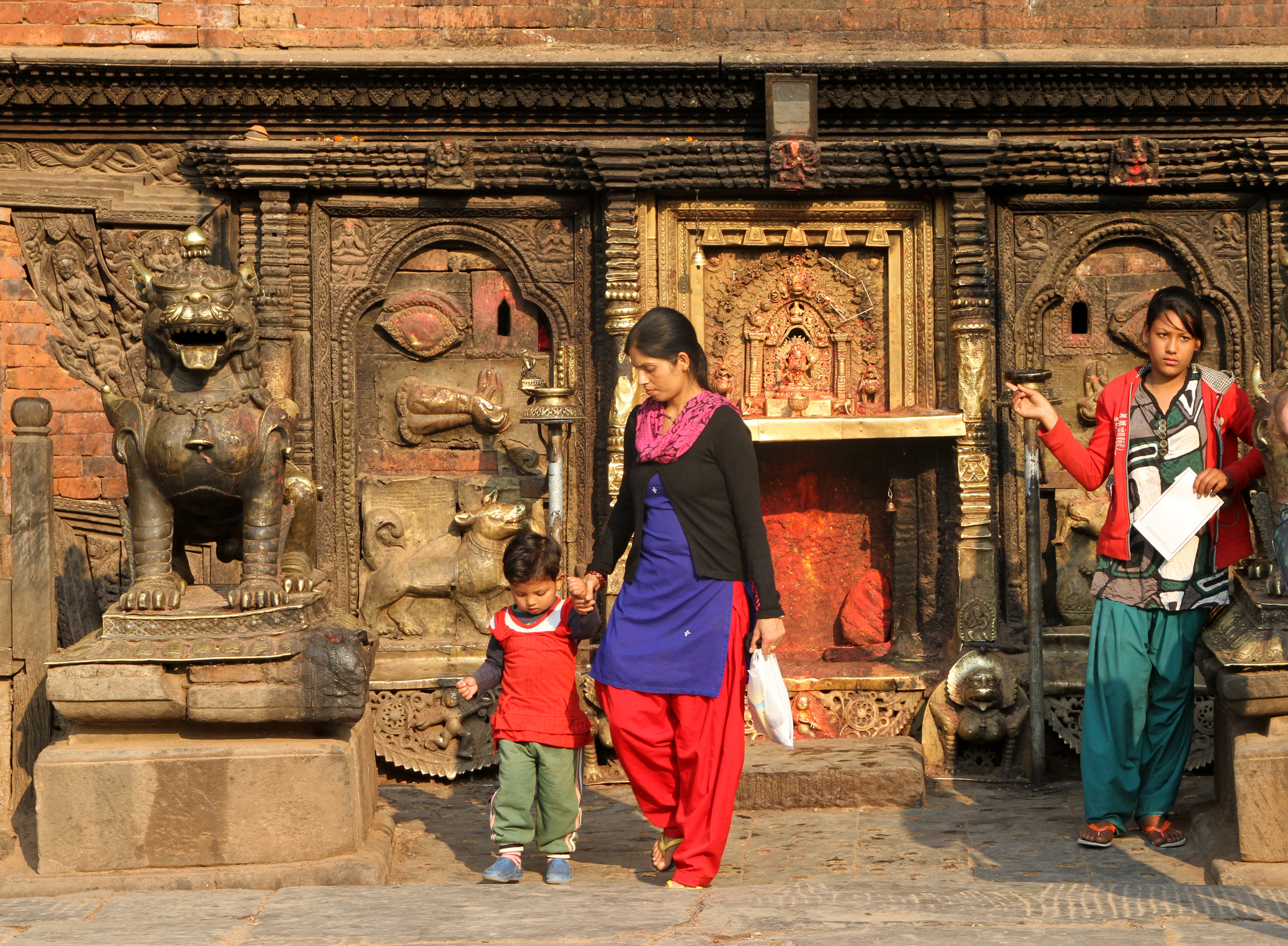
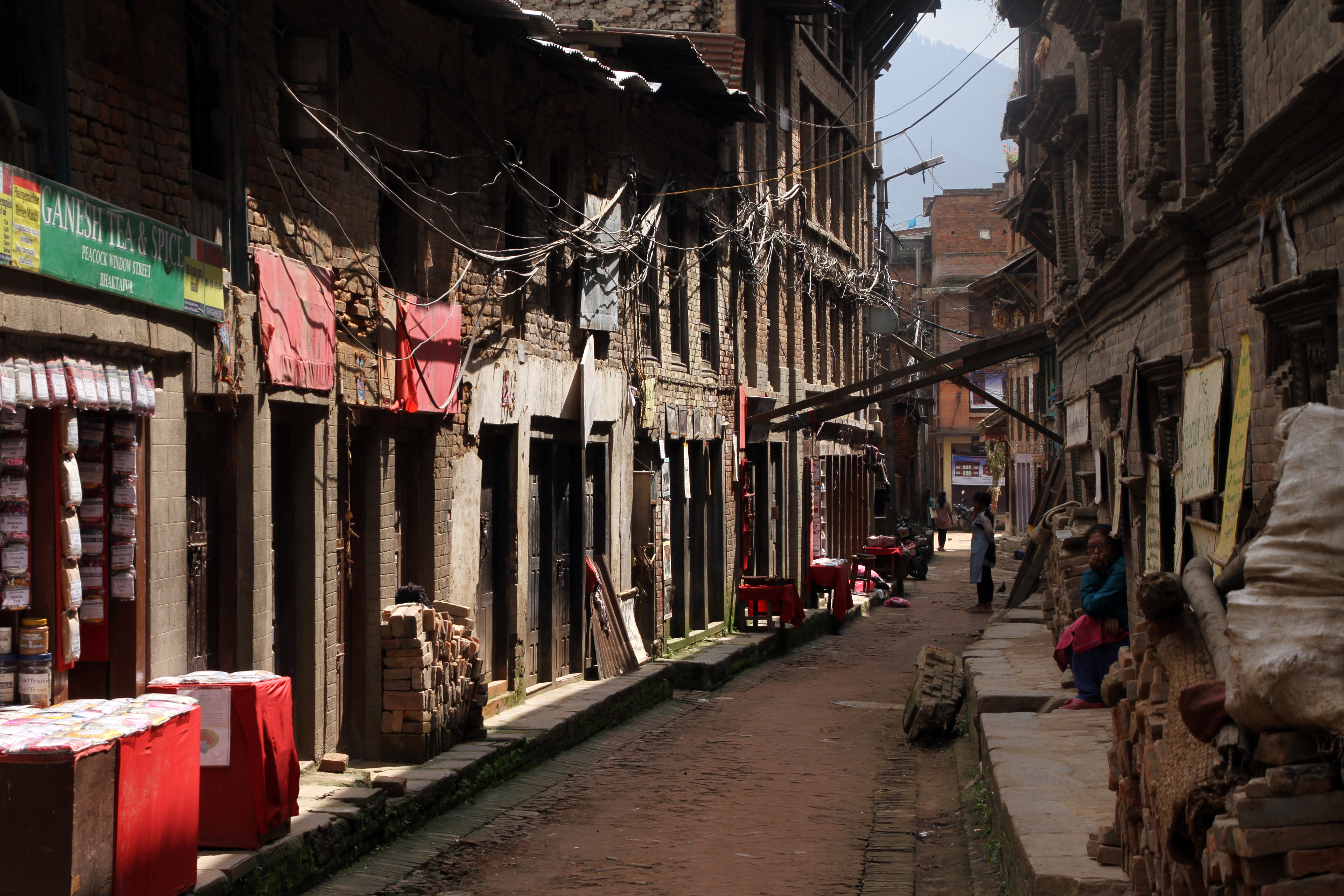
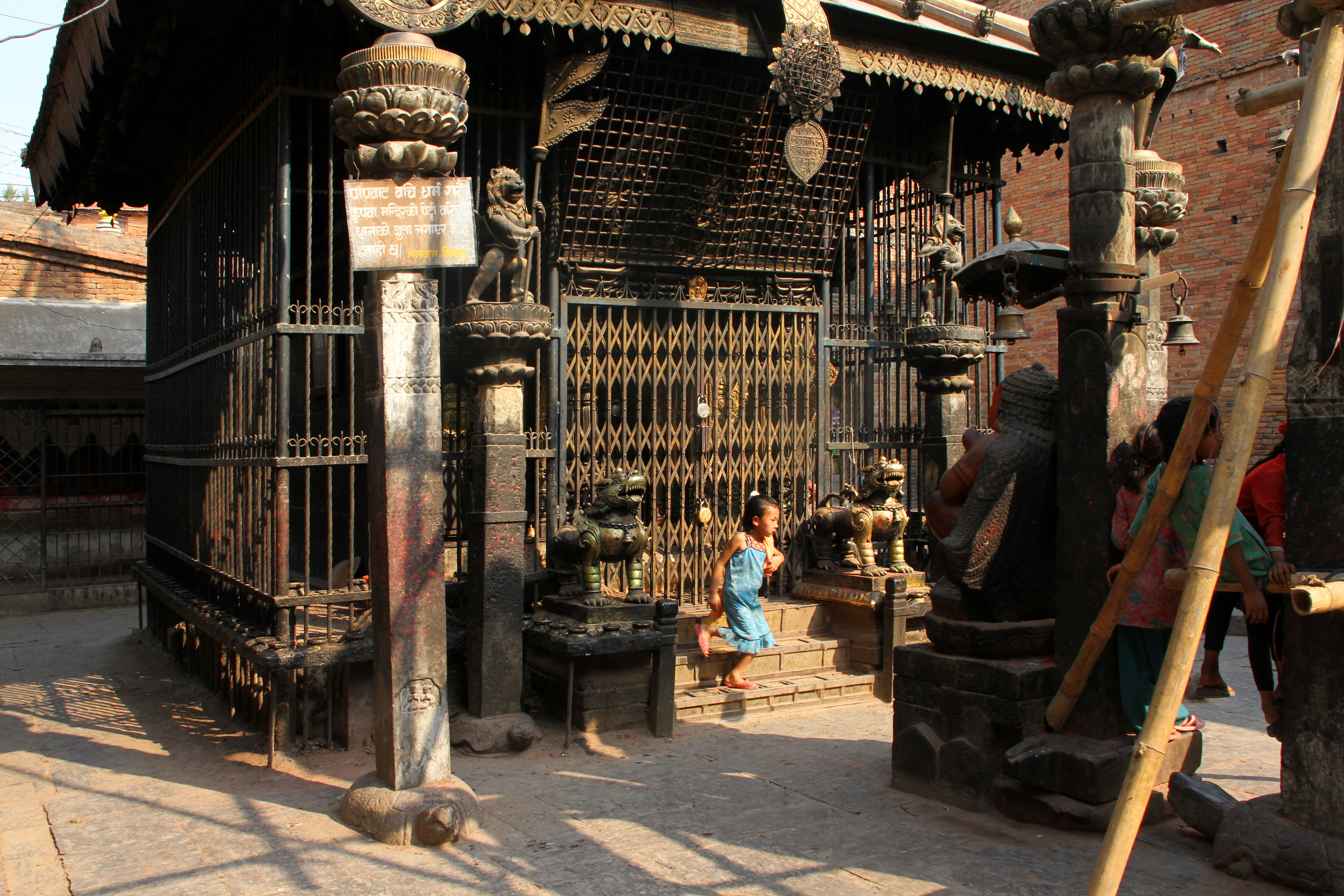
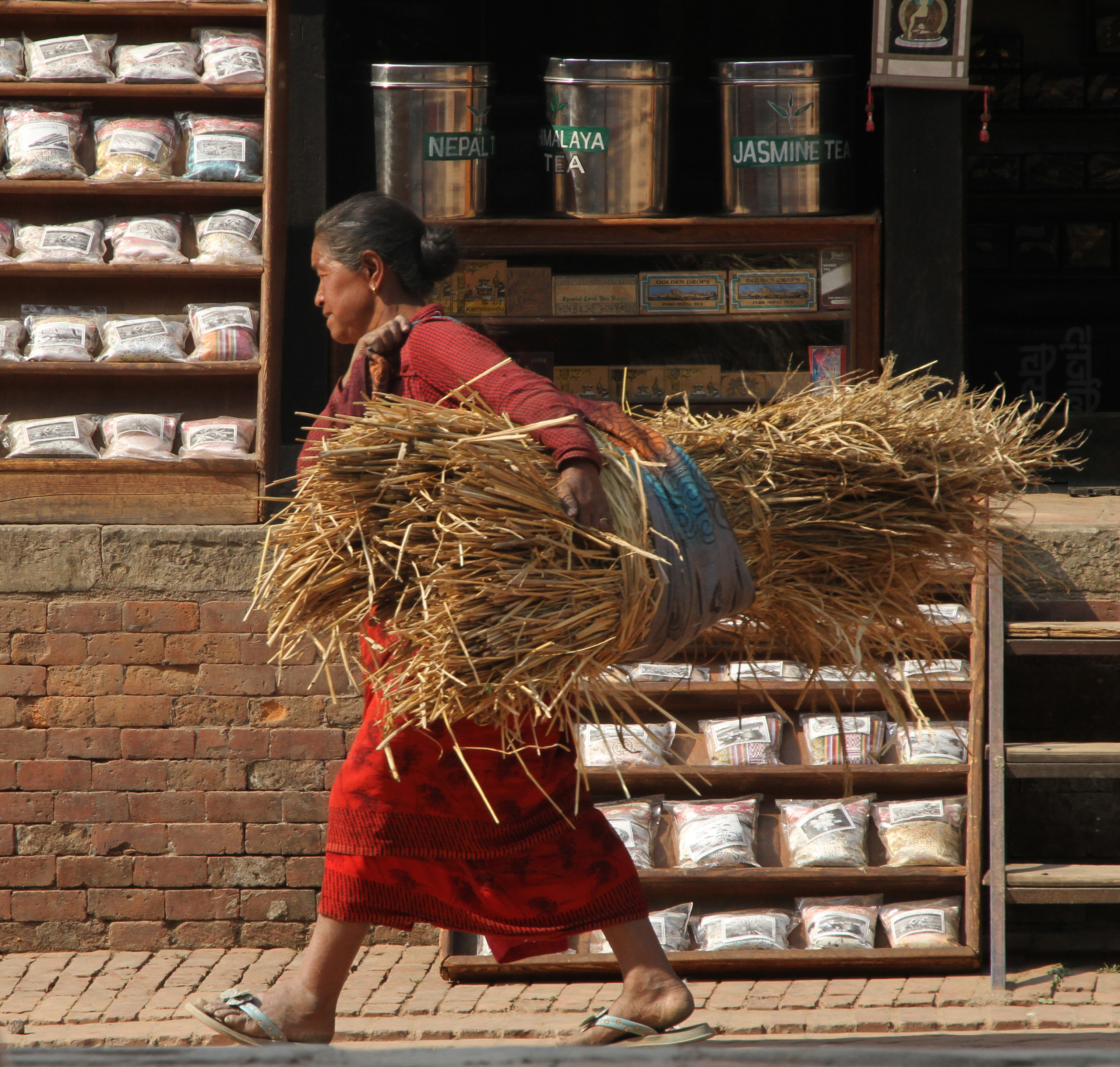
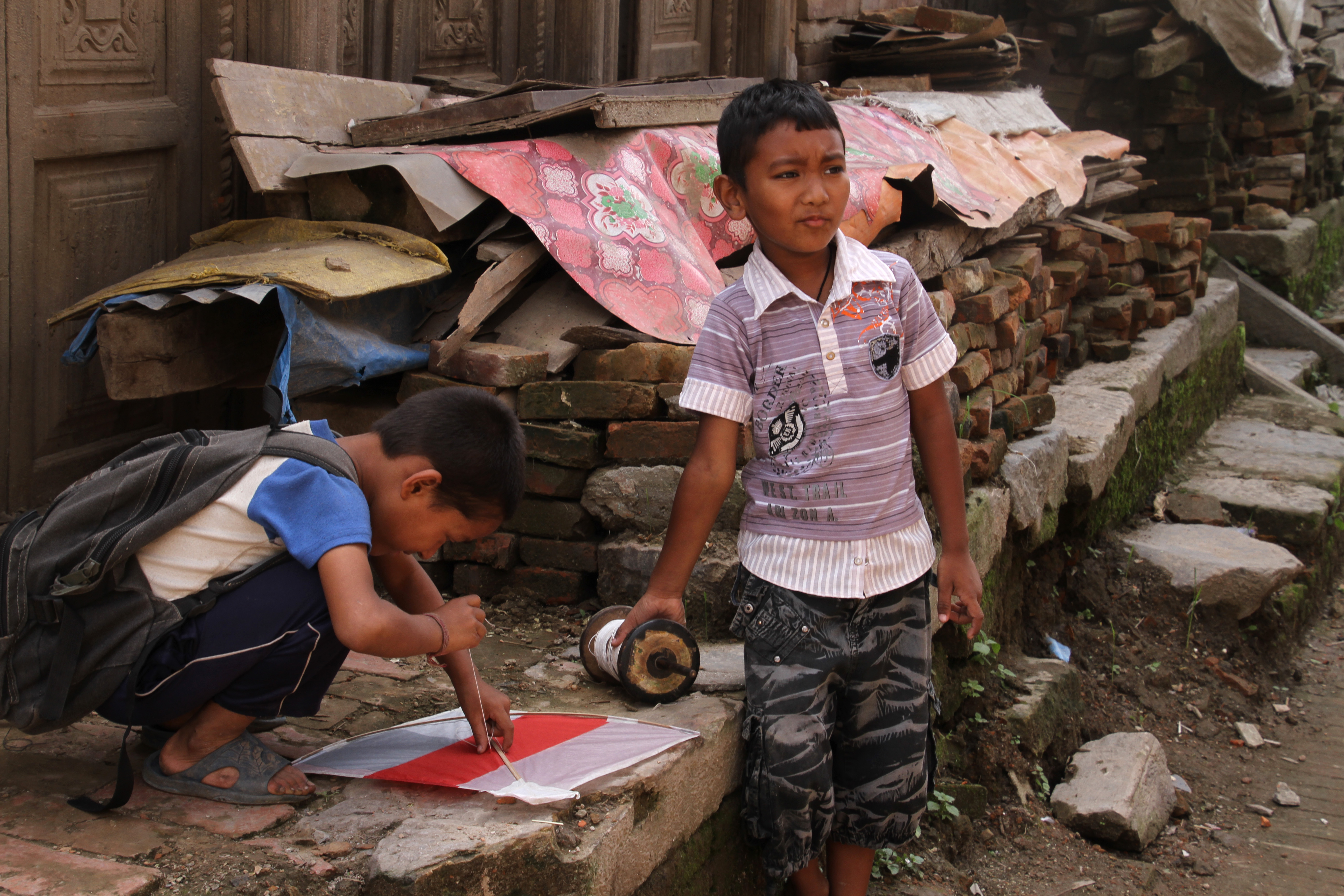